# Furiernes hus
Furiernes hus er en dansk eksperimentalfilm fra 2019, der er instrueret af Nanna Rebekka og Pernille Lystlund Matzen.

## Handling
Personer, som har haft deres gang i det nu konkursramte, private aktiveringsfirma Alecto, Ryesgade, København, fortæller deres historie om arbejde og arbejdsløshed. Historierne underlægges optagelser af de tomme, efterladte lokaler. Indimellem ses en clairvoyant mand, Sander Søndergaard, gå rundt i bygningen og forholde sig til de tomme rums "stemme" og "sjæl" i forbindelse med, at de i tidligere tider har huset Sankt Johannes Stiftelsens arbejdshus. Alectos moderselskab driver nu testcenter, Microworld, hvor arbejdsløse kan få testet deres kvalifikationer, og de ligger nu i et af de tomme lokaler.